# 개신교
개신교(改新敎) 또는 복음주의, 프로테스탄티즘(Protestantism)은 16세기 서방교회 개혁 찬성파인 교회의 개혁가들의 종교개혁을 통해 생겨난 기독교의 한 전통이다. 11세기 교회 대분열로 공교회(보편교회) 중심이었던 지금의 동방교회에서 서방교회가 분리되었고, 이후 16세기 서방교회 내에서 종교 개혁 운동의 '반대파'인 천주교회와 '찬성파'인 개신교가 분리되었다. 이후 기독교의 가장 주된 종파는 동방교회와 서방교회에서 정교회, 천주교회, 개신교회로 형성되었다. 종교개혁으로 탄생한 정통적인 프로테스탄트는 루터교, 장로교, 개혁교회, 성공회가 있다.  감리교, 오순절교회, 성결교회는 추후에 생겨났다.
대한민국에서 말하는 '기독교', '교회'는 일반적으로 '개신교'를 가리킨다.

## 개요
16세기 서방교회의 사회, 정치적 문제로 인한 개혁, 즉 종교개혁 요구에 대하여 찬성파와 반대파로 나뉘었고, 서방교회의 종교개혁을 찬성하고 주도한 성직자들이 '개신교회'로,  서방교회 종교개혁을 반대하고 기존 제도를 지지한 성직자들은 '천주교회'로 양분되었다. 이러한 양상은 루터에서 시작되었다고 보나, 사실 10세기 창부정치에 대한 비판, 12세기 정치화한 서방교회에 대한 아씨시의 성 프란치스코의 정화 운동, 14세기 아비뇽 유수 사건 비판 등으로 서방교회 개혁 주장이 지속적으로 나타났다. 15세기와 16세기 서방교회의 심각한 문제로 인해 루터 전후에 다양한 지역에서 거의 동시다발적으로 '복음'을 중심으로 하는 개혁운동들이 전개되었다. 개신교는 초창기에는 특정 교파를 중심으로 이해하기 보다는 '복음'을 다시 회복하고 '복음'을 교회의 중심에 두고자 하는 변혁 활동으로 서방교회 내부의 기독교 운동이었다.
유럽지역에서 유럽 본토인 독일과 프랑스, 스페인 지역에서는 개혁반대파 전통고수의 교황중심주의자들이 '복음주의'로 개혁 찬성파들의 주장을 지적하며 찬성파를 '복음주의자'로 칭했으며, 현재도 유럽 본토에서 '복음주의 교회'는 개신교회 전체를 의미한다. 영국 지역에서는 서방교회의 개혁 반대파와 연계된 정치제도에 '항의(Protest)'하며 등장한 모든 운동과 전통을 가리키며 항의자를 뜻하는 '프로테스턴트'(protestant)로 칭하였고, 영어권에서 현재 개신교회 전체를 의미하는 단어로 사용한다.
개신교회의 전통은 종교개혁을 전개하는 과정에서 복음주의를 바탕으로 하는 온건적 개혁과 급진적 개혁의 주장이 등장하였다. 온건적 개혁의 '개선주의' 신학과 급진적 개혁의 '재건주의' 신학의 흐름이 운동이 전개되는 과정에서 점차 구분되었다. 종교개혁 초기 시절에 초대 교회와 공교회의 전통을 따라 서방교회의 전통의 잘못을 개선하고자 하는 '개선주의' 신학으로 루터를 따르는 루터교회가 형성되었다. 초대 교회와 공교회 전통을 강조하며 서방교회의 전통에서 벗어나고자 하는 '재건주의' 신학에서 츠빙글리, 칼빈 등을 통해 '개혁교회'와 급진적 재건주의인 '재세례파 교회'가 형성되었다.
이후 개선주의 신학적 교단으로 루터교회를 필두로 성공회교회, 감리교회, 성결교회, 구세군교회, 오순절교회 등이 형성되었고, 재건주의 신학적 교단으로 개혁교회, 장로교회, 침례교회, 회중교회, 퀘이커 교회, 메노나이트 교회 등이 형성되었다. 오늘날의 주요 교단 형성의 신학적 배경 이외에도 시대적인 신학적 흐름과 변화인 청교도운동, 경건주의, 오순절주의, 미국의 대각성 (운동) 같은 흐름들도 모두 개신교 전통에 포함된다. 이처럼 정교회나 천주교에 비해 다양한 흐름들이 공존하고 서로 영향을 주며 분류/합류되는 과정을 거쳐왔기 때문에 개신교 내의 교파 분열의 역사와 신학 논쟁을 살펴보는 것은 매우 복잡하지만, 대체적으로 성경의 권위에 대한 존중, 믿음으로 구원을 얻는다는 이신칭의 교리에 대한 동의, 수직적이고 계층적인 성직 구조나 정치제도 보다는 만인 제사장설을 따르는 성직 이해와 그에 따른 교회제도인 감독제(루터교회, 성공회, 감리교회 등)와 원로제(개혁교회 장로교회 등), 회중제(회중교회, 침례교회 등)의 다양한 교회제도를 채택하였다. 성서에 나오지 않는 성례전에 대한 반대(천주교회는 세례, 성체, 고백, 견진, 혼배 등 7개, 개신교의 성례전은 신약성서에 나오는 성만찬, 세례 2개이며 그 외는 예식임) 등의 공통점을 갖고 있다.

## 개신교회의 전통
개신교회의 신앙고백은 믿음의 새로운 조항을 만드는 것이 아니라 성서 안에 증언된 복음에 대한 믿음을 고백하는 방법이므로 서방교회의 신학적 기반과 보편교회 신학적 전통을 성서에 비추어 올바른 교리와 제도를 재조명하였고 서방교회 전통 중 성경에 따르지 않는 조항은 폐기하였다. 초대교회와 보편교회의 신앙고백과 서방교회 전통 중 개신교 신앙고백에 따라 새롭게 조명된 교회 전통과 새롭게 형성된 교회의 역할을 개신교회의 전통으로 본다. 교회구조 이해, 성찬식의 변화, 교회학교, 성경 연구, 사회운동에서 사회제도까지 범위가 넓어질 수 있다. 여기서는 종교적 사안인 교회 전통으로만 좁혀서 종교개혁 신학, 성찬 예식, 교회 구조, 성직자 이해, 성경 연구만을 범위로 살펴본다.

### 개신교의 종교개혁 신학
서방교회를 개혁하기 위한 종교개혁신학이 16세기에 나타났으며, 종교개혁 신학은 복음을 교회의 중심으로 해야한다는 복음주의로 발전하였다. 이 복음주의적 개신교 신학은 양대 축인 개선주의와 재건주의 개신교 신학 전통으로 형성되었다. 독일 지역을 중심으로 종교개혁 초기에 형성된 마틴 루터의 종교개혁 신학은 서방교회를 위한 '개선주의' 신학이었고, 개선주의 신학을 수용하여 스위스 중심으로 형성된 츠빙글리와 칼뱅의 종교개혁 신학과 재세례파 신학은 서방교회를 위한 '재건주의' 신학으로 발전하였다.
서방교회 개혁에 대한 신학적 개선주의는 서방교회 신학전통에서 공교회(보편교회) 전통에서 벗어난 사항을 제거하고, 서방교회 전통에서 기독교적이지 않은 요소를 바르게 잡고자 하는 신학 전통으로 흔히 개신교 '공교회주의'(보편교회주의) 신학이라고도 한다.
신학적 재건주의는 11세기 이후 형성된 서방교회 신학전통에 비기독교적 요소가 너무 많아서 개선보다는 초대교회와 7세기까지의 보편공의회를 따라 새로운 공동체로서 재형성하여 재건하고자 하는 신학전통으로 흔히 '개혁주의' 신학이라고도 한다.
개선주의 즉 개신교 공교회주의 신학의 영향은 루터교회에서 성공회교회, 감리교회, 구세군교회, 성결교회, 오순절교회 등의 교단으로 형성되었고, 재건주의 즉 개혁주의 신학의 영향은 개혁교회, 장로교회, 회중교회, 침례교회, 퀘이커교회, 메노나이트 교회 등의 교단으로 형성되었다.

### 교회구조
개신교회의 등장으로 서방교회에 계급적 교회구조에서 공교회구조의 재조명, 새로운 구조의 교회가 등장하였다. 계급적 획일성을 벗어난 다양성을 지닌 기독교 교회가 나타났다.
공교회 구조의 재조명, 서방교회 즉 로마교회의 절대적 계급주의의 교회구조에서 벗어났다. 종신제가 아닌 감독(주교)과 대감독(대주교)이 임기제인 연합구조의 교회조직을 강조하는 공교회구조로 재조명하였다. 초기 종교개혁 교단이었던 루터교회와 영국성공회는 전통적 공교회제도를 수용하며, 절대적 대감독(대주교)이 아닌 연합적인 공교회(보편교회) 구조의 교회로 되돌아가도록 노력하였다. 이는 이후 등장한 감리교회나 구세군, 오순절 교회에서도 감독들은 임기제로 선발되고, 공교회 감독의 임무를 따라 수행하는 초대교회의 구조를 재형성하고자 하였다.
새로운 교회구조로 원로구조의 교회가 등장하였다. 원로나 장로를 선발하여 그 중에서 신학을 공부하고 소명이 있는 이가 목사의 역할을 하는 원로구조의 교회 구조가 칼뱅에 의해서 형성되기 시작했고, 개혁교회와 장로교회, 성결교회, 오순절 교회 일부 등에서 이를 따라 교회 구조를 형성하였다.
회중제도의 교회가 형성되었다. 영국성공회의 정부 중심 제도적 교회가 공교회적이지 못하다는 이유로 더욱 신도들의 모임인 회중을 중심으로 해야 한다는 주장에 따라 회중을 중심으로 회중 가운데 원로 또는 장로를 선발하여 목사의 역할을 맡기는 구조의 회중제도 교회가 시작되었고, 회중교회, 침례교회, 그리스도교회 등이 이런 구조를 따른다.

### 성찬 예식의 회복
성찬은 개신교회에서 공교회 전통인 상시적 예배 예전, 즉 매주 또는 매달 한번 이상 행하는 예배로 회복하였다. 그리고 성찬을 성도의 모국어로 집례하였다. 기독교 예배에서 가장 중요한 요소로 말씀의 성례와 함께 성찬의 성례는 예배의 핵심적인 요소이다. 공교회 전통을 되살린 개신교회의 성찬은 동일한 성도인 성직자와 신자가 함께 마주보며, 매주 빵과 포도주를 함께 나누는 예전이 되었다. 공교회의 성찬에서 멀어졌던 서방교회의 기존 성찬은 11세기 이후 교황과 직계를 이루는 계급적 성직자로 이뤄진 로마교회에서 계급적 방식으로 변화하였고, 철저한 성직자 중심의 예식으로 변화하였다. 종교개혁 이후에도 천주교회의 성찬 예식은 제2차 바티칸 공의회 이전까지 '예수를 대신'(alter Christus)하는 행위가 사제에 의하여 십자가만 바라보는, '신전의식'(코람 데오) 형식으로만 신자들과 함께 봉헌되었고, 집례 도중에 몇 차례만 성도를 향하였다.
개신교회의 성찬은 성도와 성직자가 동등하게 참여하고 나누는 상시적 예전으로 회복하였다. 종교개혁 시기인 16세기부터 개신교회의 성찬은 성직자와 성도가 알아듣는 해당 지역 언어로 진행하였고, 빵과 포도주를 함께 나누어 먹고, 성찬 예전을 거행하는 동안에도 성직자는 예배당 십자가를 등에 지고 성도들 향해 서서 성찬 예전과 축사를 하였고, 마칠 때까지 성도들을 바라보았다. 이는 개신교회의 전통이 되어 성찬 탁자에 십자가가 놓이고, 포도주와 빵이 놓이는 모습의 개신교회 성찬대의 모습이 형성되었다. 다양한 형식의 성찬 예전이 풍성하게 발전하였고, 성찬 관련 목회신학적 접근이 가능하게 되었다.
개신교회는 종교개혁 이후부터 성찬을 회복하기 위해서 16세기 참으로, 실재로, 또 실체적으로 현존하시는 주님의 몸을 모시는 천주교회의 성찬 방식을 거부하고, 복음을 전하는 예배로서 성찬과 성도의 요청에 의해 성찬예전을 상시적으로 거행해야 한다고 생각하였다. 따라서 개신교회의 대부분 교단은 성찬을 한 달에 한번 이상을 요구하며, 매주 거행할 것을 요구하는 교단도 있다. 이로 인해 성찬의 변화와 예배의 새로운 변화가 발생하였고, 예배당만이 아니라 성도들이 있는 곳에서 성직자가 언제나 거행할 수 있는 예배가 되었다. 현재도 개신교회의 일부 교단에는 성도들이 성찬을 요청할 경우에는 성직자는 성찬이 포함된 예배를 함께 드려야 한다는 규정이 있다.
천주교회는 이런 개신교회의 성찬 예전의 변화를 인식하고, 수용하였다. 19세기 1차 바티칸회의에서 매주 성찬을 교회법으로 정하였다. 천주교회는 20세기 제2차 바티칸회의에 와서야 성찬에서 성도들을 바라보는 '군중을 향하는'(coram populo) 형식으로 변경하였고, 라틴어가 아닌 모국어를 사용하도록 규정했다.

### 성직자 이해
개신교회의 성직자는 목사이다. 성직자의 이해는 10세기 이전부터 서방교회에서 16세기 종교개혁 전에는 귀족과 유사한 지위를 누렸으며, 성도와 성직자는 엄격한 계급적 관계로 인식하였다. 하지만 개신교회의 성직자인 목사는 만인제사장의 정신에 따라 성도와 평등적 관계의 시각에서 시작된 성직자 이해이다.
개신교회는 교회내 계급적 관계를 반대한다. 성직자인 목사는 동일한 성도로서 그 직분은 거룩한 사명이라고 인식한다. 이 사명에 대한 관점이 교단마다 차이가 있으나 성도와 목사는 계급적 관계가 아니라, 현대적 개념으로 설명하면 면허나 직무 자격의 차이로 인식한다. 온건적 만인제사장 개념의 공교회주의를 따르는 교단들에서는 병원의 의사처럼 일정한 과정과 시험, 수련으로 의사만이 치료를 하는 면허를 지니는 것처럼  목사의 면허를 지닌 것으로 본다. 급진적 만인제사장 개념의 개혁주의를 따르는 교단들에서는 목사는 변호사처럼 전문적 자격을 획득하는 자격을 지닌 것으로 인식한다.
이는 절대적 신분제도를 거부하는 평등적 관계를 전제로 하며, 하나님 앞에서 누구나 동등한 하나님의 성도이며, 똑같은 피조물임을 밝히는 성직자 이해이다.

### 성경연구
서방교회는 16세기까지 성경과 교회 전통에서 교회전통을 강조하는 신학적 견해를 보였다. 교리와 칙령에 따라 규정된 규범을 따른 교회법이 뿌리를 두는 전통을 강조하였다. 공의회등지에서 결의된 사안이였기에 초대교회부터 전해지는 역사적 성경해석이 교황의 해석과 그를 따르는 교회 학자의 해석과 교리를 따르는 알레고리 성경해석에게 대부분 대체되었다.
개신교회는 성경과 교회 전통에서 성경을 중심으로 하는 역사적 성경해석을 발전시키고 이를 주축으로 하는 서방교회의 문을 열었다. 절대적인 것은 인간이 아니라 복음이라는 종교개혁의 전통적 복음주의 사상을 뿌리로 한다. 따라서 개신교회는 성경을 기존 교리신학, 즉 조직신학적 측면으로 접근하지 않고, 교리의 증빙자료 측면으로 접근하지 않았다. 성경 자체가 전하는 복음을 찾고자 성경 저자의 의도와 작성된 시대, 시대배경, 본문의 구조 등을 연구하여 성경이 직접적으로 전하는 복음의 내용을 찾고자 하였다. 이러한 연구로 교리신학의 일부였던 성경연구가 구약신학과 신약신학으로 발전하였다. 문헌과 본문연구, 역사적 배경, 문체, 구조를 연구하는 다양한 성경 연구 기법이 나타났으며, 깊이 있는 현대의 성경 해석, 성경 주석의 핵심적 이론과 방법이 개신교회의 성경 연구에서 비롯되었다.
현대의 천주교회의 일부 연구와 정교회의 대다수의 성경연구 역시 개신교회가 형성한 성경연구 기법을 바탕으로 이뤄지며, 다양한 연구 교류가 교파를 넘어 이뤄지고 있다.

## 개신교의 기원과 용어
'개신교(改新敎)'라는 표현은 고칠 개(改)와 새롭게 할 新을 쓴 한자어 표현 즉 종교개혁 전통을 강조한 표현이다.
개신교도를 16세기에 칭하던 용어인 '복음주의자', '복음주의'(Evangelicalism)를 개신교로 사용하기도 한다. 유럽지역에서 사용하는 '에반겔리세'(Evangelische)라는 용어는 개신교로 번역할 수 있다. 하지만 이런 16세기 전통 복음주의와 19세기에 영미의 보수적 개신교회가 중도 및 진보적 개신교회와 분리하기 위해서 자칭하는 용어에서 등장한 '근본주의'와 '신복음주의'에서 주장하는 복음주의와는 구분해서 생각해야 한다.
개신교를 뜻하는 '프로테스탄트'(Protestant, '항의자'의 의미)라는 용어가 처음 사용되기 시작한 곳이 독일의 슈파이어(Speyer)이다. 마르틴 루터에 의한 종교개혁(Reformation)이 1517년에 시작되었다. 1529년 증오심을 가진 가톨릭 실세들과 독일 제국의 일부 군주들이 슈파이어에 모여 제국 의회를 열고 교회의 분리를 주장하는 루터주의자들의 활동을 복음주의자로 부르지 않고, 제국회의의 의회의 지침에 반대한다는 의미로 지칭하며 사용했고, 이 활동을 금지하는 행위로 포고문에 기록했다. 신성로마제국 황제인 샤를르5세(카를로스5세) 치하에서였다. 슈파이어 의회(Diet of Speyer)의 명목상 목적은 터키의 수상한 움직임에 대처하는 방안을 강구키 위해 모인 회의였지만, 실제로는 루터의 종교개혁을 지지하거나 추종자를 압박하기 위한 것이었다.
복음주의자, 즉 프로테스탄트의 탄생은 종교개혁가들을 핍박하려고 했지만 그들이 칼 5세에게 교황파, 즉 종교개혁 반대파들의 주장이 비성경적인 것이라고 항의하는 과정에서 비롯되었다. 김현배에 따르면 제국 의회는 더 이상 루터의 종교개혁을 받아들여서는 안 된다고 공포하면서, 명령을 어기는 자들에게는 황제의 처벌이 따를 것이라고 경고했다고 한다. 또한 루터를 이단으로 정죄한 1521년 5월 ‘보름스 칙령’을 강행하였다. 이렇게 해서 종교개혁이 더 이상 확산되지 못하도록 압박하였다. 이에 루터의 추종자들은 다수의 가톨릭파에 의해 결정된 제2차 슈파이어 제국의회 결의사항을 반대하였다. 루터 지지파 제후들 역시 침묵할 수 없었다. 그들은 종교개혁 진영 전체가 말살될 위기에 처하게 된다고 판단했으며, 성경에 근거하지 않은 권위에 복종할 수 없음을 선언하였다. 그들은 루터파에게 종교의 자유를 허용했던 1526년 의회 결정을 유지하라고 촉구했다. 그리고 그들은 1529년 4월 25일, 교회와 믿는 사람들을 위해서 칼 5세의 종교정책에 공식적으로 항의하는 문서를 의회에 제출했다. 이들은 일치단결해서 제2차 슈파이어 제국의회 결정에 대해 황제에게 강력히 ‘항의’했다. 황제와 로마 가톨릭 지도자들에게 항거했으나 이들의 항의는 받아들여지지 않았다. 이렇게 항의한 사람들은 “Protestant”(항의하는 자)라는 이름으로 불렸고, 이것이 현재 영어권과 대한민국의 '개신교'가 되었다. 당시 항의서에는 작센의 선제후 요하네스, 헤센의 영주 필립, 브란덴부르크-안스바하의 게오르크, 뤼네부르크의 에른스트, 안할트의 볼프강 등 5명의 군주들과 독일 14개 제국 도시들의 대표들이 서명했다. 루터의 개혁운동을 지지했던 '복음주의자'들이다. 14개 도시는 스트라스부르크, 뉘른베르크, 울름, 콘스탄츠, 린다우, 켐프텐, 뇌르들링엔, 하일브론, 이스니, 생 갈렌, 로이틀링엔, 바이센부르크, 빈추하임, 멤밍엔 등이다.

## 개요

### 교의
개신교의 주요 교리는 예수 그리스도의 복음을 그리스도의 의도대로 회복하여 교회를 올바른 그리스도의 몸이 되도록 하는 신학적 배경을 지닌다. 기존 왕권적 교회구조주의가 아니라 그리스도 복음을 중심으로 하는 교회 구조를 따르고, 복음이 기록된 성경을 따라 하나님이 준 인간의 이성과 경험, 그리스도 몸으로서 기독교회의 전통을 회복하고자 하였다. 그리고 회복한 교회는 그리스도의 몸으로 하나님 나라를 경험하게 하고, 복음 안에서 복음을 따르는 믿음과 사랑, 소망을 지닌 그리스도를 닮은 인간을 형성하고자 한다.
이 기본적 교의를 실천하기 위한 개신교 교파별 이해가 있으며 폭넓은 시도와 노력이 이뤄진다.

### 개신교 인물들

#### 종교 개혁 운동
종교 개혁 때부터 지금까지 이어져 내려오는 개신교 교파로는 마르틴 루터의 사상을 따르는 루터교, 존 칼빈의 신학을 따르는 장로교, 메노나이트•후터라이트•아미시파 등의 재세례파, 가톨릭주의를 계승하면서도 영국에서 칼빈주의를 받아들이며 국교회로서 독립한 성공회 등이 있다. 근대 영국에서는 성공회의 종교개혁과 예복사용 등의 제도에 집중된 성공회의 종교개혁(즉, 초기 영국 성공회의 가톨릭적인 면)에 반대하며, 오직 성서만의 권위를 인정하는 청교도들의 종교개혁 운동 이 등장했으며, 이들 청교도 운동에서 회중교회와 침례교회가 발전했다.
18세기 이후 계몽주의가 발전하고 교회의 형식화•세속화가 진행되는 가운데, 믿음의 실천을 강조하는 감리교가 성공회 사제 존 웨슬리에 의해 파생되었다. 감리교가 미국으로 건너 가면서 청교도 신앙과 결합되어, 성결교, 오순절교 등이 새로 생겨났다. 이외에도 여러 신앙적 실천 및 신학의 문제에 따라 구세군 등 여러 가지 교파로 갈라졌다.

### 에큐메니컬과 신복음주의

#### 에큐메니컬
기독교가 교단 간의 분열과 갈등으로 선교에 지장이 있음을 경험으로 느낀 진보적인 그리스도인들에 의해 1948년 암스테르담에서 세계 교회 협의회(WCC)가 출범하였는데. 여기에는 다수의 개신교회 교단들과 정교회가 회원교단으로 참여하고 있다. 로마 가톨릭교회와 제칠일안식일예수재림교회는 정식회원은 아니나 참관인(observer) 자격으로 관여하고 있다. 에큐메니컬 운동에서는 비 본질적인 교의보다는 본질적인 복음과 제자도의 실천을 강조하며,성찬예배 전례인 리마전례(Lima Liturgy),세계교회에서 사용하는 개정공동성서정과(RCL)에 근거한 교회력으로 그리스도인의 일치를 이룸으로써 기독교단들의 분열과 대립을 극복하고자 한다. 한국에서는 대한예수교장로회(통합), 기독교대한감리회, 한국기독교장로회, 구세군 대한본영, 대한성공회, 기독교대한복음교회, 기독교대한하나님의성회, 정교회 한국 대교구, 기독교한국루터회가 회원교단 및 협력교단으로 한국기독교교회협의회에서 에큐메니컬 운동을 실천한다.

#### 신복음주의
신복음주의 운동은 흔히 복음주의 운동으로 불리며 19세기 유럽의 진보적 신학에 대립하는 보수주의 운동에서 시작되었다. 이들은 자신들을 진정한 개신교회의 복음을 전하는 의미에서 "복음주의자"이라로 자칭하여서 개신교회의 종교개혁 사상을 따른 전통적 "복음주의"와 구분하기 위해 "신복음주의"라고 부른다. 신복음주의는 반지성주의, 기독교 근본주의의 문제를 안게 되는 보수적 기독교계의 움직임에 견제하는 흐름이 되었다. 개신교계의 에큐메니컬 운동에 대한 입장이 전혀 달랐던 신복음주의 계열 교회들과 교인들의 연합체인 세계복음주의연맹(WEA)가 결성되고 1974년 로잔 회의에서 신복음주의적 그리스도인의 사회선교를 강조하는 로잔 언약이 선포되었으며 양 기구 간의 협력이 가속화되는 등 가시적인 거룩한 일치의 결과들이 계속 나타나고 있어 의견차가 있음에도 교회 일치를 향한 발걸음은 계속되고 있다.

## 개신교 교파
1517년에 일어난 루터의 서방교회 종교개혁운동은 개혁 찬성파의 종교 개혁 운동에 따라, 기존 서방 교회의 제도와 가르침이 초대교회의 순수함이 왜곡된 것으로 보는 교회와 새로운 교회들이 교파를 형성하기 시작했다. 개혁 찬성파은 크게 마르틴 루터와 토마스 크랜머를 중심으로 하는 온건 개혁파, 즉 개선주의자와 울리히 츠빙글리를 잇는 장 칼뱅을 중심으로 하는 급진 개혁파, 즉 재건주의자의 두 양상이 개신교내에서 나타나 교단을 형성하는 기준이 되었다.
루터는 당시 서방교회 내부에서 기독교답지 않은 것을 제거하고 개선하여 복음을 강화하는 개선적인 종교개혁 사상을 지녔다. 칼뱅 역시 초기에는 루터와 유사하였으나 점차 서방교회의 제도나 일부 교리 만이 아니라 전부를 복음 위에서 다시 세워야 한다는 재건적인 종교개혁 사상으로 발전하였다.
개선주의 종교개혁 사상, 즉 흔히 개신교 공교회주의 또는 개신교 보편교회주의라 하며, 성경을 바탕으로 초대교회와 11세기까지의 공교회(보편교회)의 제도와 사상을 보전하고 활용하고, 공교회의 사상에 따라 왜곡된 서방교회의 교황주의와 부조리를 제거하는 기독교의 방향을 따르는 교단들이다. 독일과 유럽의 루터파교회와 영국의 성공회, 감리교회, 구세군교회, 성결교회 일부와 재림교회의 일부, 오순절교회 일부 등이 이에 해당하며, 사도들의 신앙을 계승한 공교회와 서방교회의 전통을 존중하며, 대부분 감독제를 시행하여 감독(주교)과 목사(사제)의 직제를 가진다. 전통적인 견해대로 성직으로 목사를 보며, 적용의 범위는 다르나 교회는 감독의 파송으로 시작된다고 보는 초대교회의 사상을 따른다. 모든 교인이 동등하다는 만인제사장설을 따르며, 온건한 만인제사장의 개념 모든 이들이 제사장과 같이 기도하고 예배하는 동등한 교인이나 모든 신도가 목사라는 의미는 아니다. 개선주의, 즉 개신교 공교회주의의 성직자 이해는 마치 '의사'는 동일한 권리와 의무를 지닌 국민의 한 명이나, 전문교육과 일정 훈련 과정, 시험을 거쳐 특정한 면허(의사 면허)를 지녀 다른 국민이 행할 수 없는 직무인 의료 활동을 수행하는 것과 유사하다.
재건주의 종교개혁 사상, 즉 흔히 개혁주의는, 16세기 새롭게 기존 서방교회와 달리 초대교회의 사상으로 완전히 개혁해야 한다고 보았다. 따라서 개혁대상이 서방교회 교황주의나 부조리한 제도, 관습만이 아니라 전체적인 문제가 있으므로, 더 나아가 성경을 바탕으로 초대교회의 사상과 4세기~8세기 경도까지의 신학사상을 중심으로 복음 위의 서방교회를 새롭게 이루어야 한다고 보았다. 유럽의 개혁교회, 장로교회, 회중교회, 침례교회, 재림교회, 오순절교회 일부가 이에 해당하며, 목사와 교인은 동등한 자격을 지닌다고 보았고, 장로를 선발하여 이 중에 한 명을 목사가 되게 하거나 성경 속 장로와 목사를 같은 직분으로 인식하는 경향을 보인다. 만인제사장설을 문자대로 따라 모든 교인이 제사장의 자젹을 지닌 것으로 이해한다. 재건주의 내에서도 '급진'과 '온건' 교단이 있다. 개혁교회, 장로교회, 오순절교회 교파 등이 온건한 재건주의 범주에 있다. 이들은 장로들을 세워 그 중에서 한 명을 목사로 세우는 원로주의 구조를 형성한다. 침례교회, 회중교회, 재림교회, 그리스도교회 교파 등이 재건에 급진적 사상을 지녔다. 이들은 한 명의 장로만 세우고, 그가 목사 역할을 하도록 하는 회중주의 구조를 지닌다. 재건주의 교회의 성직자 이해는 마치 어느 조직의 구성원 중 한 사람이 여러 이유로 '조직대표'가 되었다가 임기를 마치면 다시 조직 구성원이 되는 것과 유사하다.
개선주의나 재건주의 사상을 바탕으로 하는 교회는 교회에 대한 이해일 뿐이며, 현재 거의 모든 교파의 교회는 교회내에서 목사 예비자로 인정 받은 4년제 학사 학위를 지닌 사람이 3년제 신학대학원을 졸업하고 훈련을 받고 목사로서 안수 받는 성직과정을 지녔다.
세계 기독교 백과에 따르면 2001년 기준으로 238개 국가에 33,000개 이상의 개신교 교단이 있으며, 매년 270~300개의 국가별로 개신교회의 성장이나 지역별, 부족별, 또는 신학적 분리로 인해서 교단의 구분과 교파 구분이 나타나고 있다. 주요 개신교 교파를 나열하면 다음과 같다.

주요 개신교 교파의 분화도

### 루터교
16세기 종교개혁 운동으로 가장 먼저 성립된 루터교는 성서이외에는 다른 어떠한 권위도 두지 않는다는 점을 강조한다. ‘오직 성서만으로, 오직 믿음만으로, 오직 은혜만으로(Sola Scriptura, Sola Fide, Sola Gracia)’라는 세 가지 원리는 루터교를 떠받고 있는 기둥이다. 루터교에서는 평신도들이 단상에 올라와 설교를 하거나 성만찬(Holy Communion,성체와 보혈을 나누는 잔치)을 성직자들과 함께 베풀기도 한다. 성만찬을 제외한 전례가 로마 가톨릭의 미사전례와 유사하며, 종교 개혁 시대에 분리된 루터교는 비슷한 시기에 분리된 장로교와 더불어 다섯 솔라 정신을 공유한다.아우크스부르크 신앙고백이 주요한 신앙과 기본교리의 고백과 기준으로 여겨진다. 루터교의 세계적 교인 수는 약 7,000만 명이다. 현재의 루터교는 초기의 분리주의와 달리 독일에서는 에큐메니컬 운동에 앞장서는 대표 종파로 알려지고 있으며, 특히 가톨릭교회와 공동으로 많은 연합사업을 펼쳐 나가고 있다.

### 개혁교회
개혁교회의 시작은 장 칼뱅이 스위스에서 종교 개혁을 일으켰던 개혁교회 시대로 올라가며, 지역에 따라 그레이트브리튼섬에서 발전된 장로교와 달리 유럽 대륙(주로 네덜란드)에 발전하였다.
개혁교회에서는 신앙고백의 문서로 하나되는 세 고백서인 도르트신조와 네덜란드 신앙고백, 하이델베르크 요리문답을 사용한다.
장로교와 같이 칼뱅주의에 연원을 두고 있으므로 둘의 차이는 거의 유사하다.
장로교와의 차이는 설교나 가르침에서 교리를 강조하고 신앙고백 문서를 적극적으로 활용하며, 예배에 있어 개혁주의 모범을 따르는 점과
 개혁주의 교회론에 따라 '진정한 교회’에 대해 순수한 복음의 선포, 성례의 합당한 시행, 죄를 처벌하는 권징 등 3가지와 '선포된 말씀’인 설교와 ‘세례와 성찬’이라는 성례가 있어야 한다 보는 점이다.

### 장로교
장로교회의 시작은 장 칼뱅이 스위스에서 종교 개혁을 일으켰던 개혁교회 시대로 올라가며, 이는 지역에 따라 나뉘었다. 장로교회는 스코틀랜드의 존 낙스(John Knox)에 의해 확립되었다. 선거에 의해 선출된 장로가 목사를 보필하는 장로제에서 그 이름이 연유한다. 신학적으로는 종교 개혁 시대에 체계화 된 개혁주의를 표방한다. 다섯 솔라를 핵심 교리로 인정한다. 영국에서 청교도 정부에서 채택된 웨스트민스터 신앙고백과 대소 요리문답이 성경과 함께 중요한 신앙과 기본교리의 고백과 기준이 된다.
대한민국에서는 개신교회의 절반 정도의 신자들이 포함되어 국내 개신교 신자들 중 가장 많은 수가 이 교파에 속해 있다. 대한예수교장로회(통합), 대한예수교장로회(합동), 대한예수교장로회(고신), 대한예수교장로회(호헌), 한국기독교장로회 등으로 나뉘어 있다. 초기 장로교 선교사들중 마이클 무어 선교사는 조선 사회를 평등하게 바꾸는 마중물 노릇을 하였다. 마이클 무어 선교사가 목회한 승동교회에서는 관민공동회에서 나뭇가지는 쉽게 꺽지만, 한 다발은 꺽지 못한다는 비유를 들어 입헌군주제와 민족의 일치를 외친 연설로 유명한 백정 박성춘 장로가 교인들의 민주적인 선거로써 장로로 선출되었다. 박성춘 장로의 아들인 박서양 선생을 비롯하여 여러 장로교도들은 이후 사회변혁과 독립운동에 기여했다.

### 성공회
성공회(聖公會, 영어: Anglican Church 또는 Episcopal Church)는 전 세계 160여 개국, 38개의 독립적이고 자치적인 지역 교회(관구)로 이루어진 교파이며, 전 세계적으로 신자는 약 7000만 명이다. 종교개혁 전통에 따라 개혁하는 보편적 교회(Reforming Catholic Church)라는 정체성과 《성공회 기도서》에 근거한 전례를 갖고 있다. 성서, 이성, 전통에 근거한 그리스도 신앙을 추구하며, 의회민주주의 전통에 따라 교구의회에서 선출된 주교의 치리를 받는 주교제 교회이다. Via Media(중용)성격의 잉글랜드 종교개혁으로써 형성하였으며, 철저히 종교개혁 전통과 복음주의를 따르려 하는 "저교회파",모든 전통을 넓게 수용하려 하며 사회개혁에 적극적인 "광교회파",중세의 로마가톨릭 및 고대 정교회 전통에 따르며 스스로 "앵글로 가톨릭(보편교회)"(성공회-가톨릭주의)이라 자칭하는 "고교회파"로 나뉜다. 이러한 특징으로 인해 에큐메니컬 운동에 있어서 브릿지 처치(Bridge Church)로서 중요한 위치를 차지한다. 한국의 성공회 관구에는 대한성공회가 있다. 대한성공회는 선교 초기부터 한국 문화의 토양 깊이 뿌리를 내린 교회가 되고자 토착화에 힘썼다. 그래서 한국 건축 양식인 한옥으로 지은 성공회 성당들이 지금도 강화 (강화성당), 진천 (진천성당), 청주 (수동성당) 등에 남아 있다. 비슷한 시기에 전래된 장로교, 감리교 등과는 달리 적극적인 전도보다는 학교와 병원을 지어 운영하는 사회선교로 기독교 신앙을 실천하는 것에 무게를 두었다. 간혹 영국 국교회로도 알려지고 있으나, 잉글랜드 성공회만이 해당된다.

### 침례교
침례교(浸禮敎,baptist)는 재침례파 및 청교도 신앙의 영향으로 형성된 개신교의 한 교파이다. 침례교는 예수에 대한 믿음을 고백한 후, 신약성경에 근거하여 물에 완전히 잠기는 침례를 주장하기 때문에 침례교회라는 교단 명칭을 갖게 되었다.
침례교는 (영아가 아닌 즉, 모태신앙 부정) 신앙인의 침례와 믿음만으로 이뤄지는 구원을 비롯해 성경을 신앙과 실천의 유일한 원칙으로 삼고 있으며, 자립적인 지역 교회를 그 특징으로 갖고 있다. 그렇다고 해서 침례교가 교리가 없이 무조건 자유롭다라고는 할 수 없으며 침례교 자체적으로 신앙고백서가 존재하고 대부분 완화된 칼빈주의적 성격을 가지고 있다. 일반적으로 침례교는 일반적으로 복음주의 노선을 지향하며, 직제는 목사와 집사가 있다.
역사신학자들에 따르면 1609년 암스테르담에서 영국인 분리주의자 존 스미스를 목사로 한 침례교회가 최초의 침례교회라고 한다. 신약성경에 근거해 스미스는 영아의 침례나 세례를 거부했고, 신앙에 대한 구체적인 고백이 있는 이들에 대해서만 침례를 주었다. 이러한 자유교회운동은 영국으로 퍼져, 칼빈주의를 기초로 하는 특수침례교인(Particular Baptists)들과, 알미니안주의를 기초로 하는 일반침례교인(General Baptists)들이 생겨났는데, 영국침례교는 일반적으로 칼빈주의를 기초로 하는 개혁파 혹은 특수침례교(Particular Baptists)적 성향이 두드러졌다. 그 외에 침례교로 분류되는 교회로는 제칠일침례교 등이 존재한다. 1639년 로저 윌리엄스는 미국에 최초로 침례교회를 설립하였고, 미국의 자유정신은 침례교회의 자유정신과 유사한 점이 있었고, 침례교회가 성장하는 기초가 되었다. 특히 1700년대 중반의 대각성 운동 이후 미국의 침례교회는 감리교회와 더불어 증가하기 시작했다.현대 미국에서 성서무오설을 강하게 주장하는 기독교 근본주의 및 세대주의의 주체이기도 하다.
2000년을 기준으로 세계의 침례교인 수는 약 1억 5천만 명으로, 특히 미국의 개신교에서 교세가 가장 큰 교파는 세계 최대의 개신교단인 남침례회(Southern Baptist)이다.

### 감리교
감리교회(영어: Methodist Chruch)는 18세기 영국 성공회의 사제 존 웨슬리(영어: Rev. John Wesley)의 복음주의 운동, 사회선교, 전도활동으로 등장한 개신교 교파이다. 그리스도인의 성화를 개인 영역에서 그치지 않고 “사회적 성화”를 강조한 것이 특징이다.전 세계적으로 약 8천5백만명이 넘는 신자가 있으며, 성경을 중심으로 한 이성, 전통, 체험을 기독교의 근간으로 이해하는 복음주의적이며 경건주의적인 신학 입장을 지녔다.신학적으로는 개선주의 노선의 공교회주의이며, 웨슬리의 사상을 중심으로 초기 교회 전통을 비판적으로 수용하고 있으며, 교회구조적으로도 공교회(보편교회)의 제도인 감독제 교회를 구성하였다. 지역을 중심으로 한 지방회의 감리사, 대규모 구역인 연회에 감독이 있는 교회구조를 가졌다. 감독은 연회의 성직자를 안수하고, 연회를 인도해 주요 의사결정을 내린다. 현재의 전 세계적으로 알미니안주의 측에서 폭넓은 신학적 토양을 제공하였으며, 특히 영미에서 개인구원과 사회구원활동을 전개하고 있다. 폭넓은 신학적 역량으로 다양한 개신교 교파가 감리교 영향 하에 설립되었다. 성결교, 제칠일안식일예수재림교, 오순절교, 구세군 등이 감리교의 신학적 영향을 받았다. 한반도에 상륙한 첫 개신교 선교사가 감리교 선교사인 아펜젤러였으며, 아펜젤러는 인천광역시 중구 신포동에 내리교회를 지었다. 결과적으로 대한민국 교계의 상당수는 장로교와 함께 감리교가 차지한다.대한민국에서는 기독교대한감리회가 있으며, 1930년부터 사회신경을 선언하는 등 복음의 사회적 실천을 강조한다. 실제 우리말의 어법중 하나인 본언 곧 용언(동사, 형용사)의 활용(최현배 선생은 주시경 선생의 이론에 근거하여 용언의 활용을 주장함), 아래아, ㅅ합용병서 등 사어화된 자모의 사용을 하지 않음, 자모를 풀어쓰기(타자기, 워드프로세서 등 한글을 기계로써 표현하는 이론의 기초이다.) 등을 주장함으로써 우리말 문법을 연구한 국어학자, 첫 한글신문인 독립신문 참여를 한 언론노동자인 주시경 선생이 남대문교회에서 신앙생활을 한 감리교 신자이다.(후에 대종교로 개종)

### 성결운동
성결교는 19세기말 미국 감리교에서 존 웨슬리의 “그리스도인의 완전” 가르침을 강조하며 형성된 교파로서, 20세기초 미국에서 활발하게 전개되던 성결 운동에서 그 유래를 찾을 수 있다. 중생, 성결, 신유, 재림 4가지를 4중 복음으로 내세우고 있으며, 그 중 성결을 가장 강조한다. 성결교 신학의 배경에는 우선 개신교를 바탕으로 두고 있기에 개신교의 복음주의와 그 당시 시대적으로 19세기에 있었던 성결 운동, 그리고 웨슬리의 신학적 배경이 되었던 알미니안주의를 들 수 있다. 성서무오설을 강력하게 주장하는 기독교 근본주의의 영향도 많이 받았다.한국의 성결교 전파는 1901년 미국인 카우만이 일본에 설립한 동양선교회에 의해 이루어졌으며, 1907년에 한국에 대한 선교가 본격화되면서 독립 교파가 되었다. 1962년에 에큐메니컬 운동에 대한 입장 차이로 인하여 다시 기독교대한성결교회와 예수교대한성결교회로 분리되었다.

### 오순절운동
한국에서 대표적인 오순절파로는 하나님의 성회(The Assembly of God)가 있다. 20세기 초 미국에서 일어난 오순절 운동은 성결운동에 참여한 교인들이 성령세례의 체험과 방언 현상을 경험하게 되는데, 성령세례에 반드시 방언이 동반되어야 함을 강조함으로 성결운동에서 독립하여 오순절 교단을 만들게 되었다. 성령세례와 방언과 함께 성경의 절대 무오성, 믿음을 통한 병고침, 예언의 은사 등 종교적 신비주의 체험과 선교를 강조한다. 대한민국에서는 여의도 순복음교회가 유명하다. 기독교대한하나님의성회에 속한 대부분의 교회 이름에 ‘순복음교회’를 사용하고 있어서 통상 순복음교회로 불리기도 한다. 또한 조용기 목사의 동생인 조용목 목사(은혜와 진리교회)가 따로 만든 예수교대한하나님의성회도 있다. 2007년 이 교단들의 통합이 추진되었으나 특별법을 문제로 무산되어 현재는 기독교대한하나님의성회, 기독교대한하나님의성회(여의도순복음), 기독교대한하나님의성회(통합)로 나뉘게 되었다. 현재 세계 하나님의성회 총회장은 조지 우드(George Wood)이며 전세계 6,800만 신도를 가지고 있다.

### 구세군
구세군(救世軍, 영어: The Salvation Army)은 1865년 영국의 감리교 목사인 윌리엄 부스와 그의 아내인 캐서린 부스가 창시한 개신교의 한 교파이다. 성직자를 사관, 신학교를 사관학교, 교인을 병사 또는 군우라고 부르는 등 군대식의 조직을 가진 특색있는 기독교이다. 기독교인은 이웃들에게 빵과 복음을 전해야 한다는 윌리엄 부스의 사상에 따라 구세군에서는 복음을 전파하는 전도와 사회적 약자를 섬기는 사회봉사 모두 실천하고 있다.

### 회중교회
회중교회(영어: Congregational church) 또는 조합 교회는 회중주의적 교회 운영을 실천하는 개신교 교회이다. 회중 교회에서는 각 회중이 독립적이며 자율적으로 자신의 모임을 운영하며, 많은 회중 교회는 자신들이 회중 교회의 전통을 이어받았다고 주장한다. 또 버마 선교사로 유명한 아도니람 저드슨은 회중교회 전통에서 자랐으나 인도 선교사인 윌리엄 캐리의 영향으로 개혁파 침례교 신자가 되었다.
미국 회중교회는 이후 그리스도인 교회(the Christian Churches)와 1929년 연합하여 그리스도인 회중 교회 (Congregational Christian Churches)를 설립하기까지 미국 최대 개신교 교단으로 존속 하였으며 미국의 문화, 사회 그리고 정치의 기초를 만들었고, 이들을 통하여 현재의 미국이 세워지게 되었다. 새로운 국가와 사회를 건설하기 위하여 이들은 교육에도 깊은 관심을 두었으며 하버드 대학교(Harvard), 예일 대학교(Yale), 윌리엄스 대학(Williams College)등 미국 내 유수대학들이 이들에 의해 설립 되었다. 이들은 특별히 뉴잉글랜드(New England)지역에서 교회를 확장하였으며 1957년 복음주의 개혁교회 (Evangelical and Reformed Church)와 연합하여 오늘의 미국 연합 그리스도의 교회(United Church of Christ)를 설립하게 되었다.

### 재침례파
재침례파(Anabaptist, 그리스어: Αναβαπτιστές)는 16세기 종교개혁 당시 근원적 개혁을 따른 개신교 종파를 가리킨다. 그 사상을 이어받고 있는 현대의 교파들로는 아미시파, 후터라이트, 메노나이트 등이 있다. 전 세계적으로 120여만 명의 교인들이 있으며, 대한민국에도 재침례파 교회가 한 곳 있다. 이 문서에서 재침례파라 함은 주로 16세기 근원적 종교개혁자들을 가리킨다. 이들은 유아세례뿐만 아니라 로마 가톨릭교회에서 받은 세례도 무효이기 때문에 그런 사람들은 다시 침례를 받아야 한다고 주장했고, 여기서 그 이름이 유래한다. 유아 세례를 반대하는 교파들은 침례교도 역시 마찬가지이나 그렇다고 해서 그것을 무효라고 주장하지 않는다. 대다수 기독교 교파에서는 침례가 죄의 용서와 구원의 의미가 있기 때문에 사람이 일생 한 번만 받는 것이라고 가르친다. 그러나 재침례파는 이에 반대한 것이다.
재침례파의 역사는 그 사상을 반대하는 사람들과 옹호하는 사람들에 의해 왜곡되어 있는 것이 현실이다. 그 근원이 일원이냐 다원이냐에 대해서도 이견이 있다. 소수이기는 하나 재침례파야 말로 초대교회의 사도적 전통을 계승하였다고 주장하는 사람들도 있다.
지역적으로 구분하면 '스위스 형제단' (Grebel, Manz), 네덜란드 및 프리시안 재침례파 (Menno Simons, Dirk Philips), 그리고 남부 독일 재침례파 (Hübmaier, Marpeck)로 구분할 수 있다.
역사학자와 사회학자들은 더 나아가 급진적 재침례파와 평화주의 재침례파로 나눈다. 급진적 재침례파는 "새 예루살렘"을 땅 위에 건설하기 위해 폭력 동원을 인정했다. 급진적 재침례파로 인해 발생한 사건이 뮌스터 반란이다. 그에 반해 신약성서에 근거한 비폭력주의를 주장하는 평화주의자들은 메노나이트(Mennonites)의 기원이 된다. 다시 말해, 원래 메노나이트의 기원은 네덜란드 로마 가톨릭교회 신부인 메노 시몬스(Menno Simons)가 두 부류의 전통적인 재침례파인 평화적인 오비파(Obbenites)와 급진적인 호프만파(Melchio Hoffman)사이에서 고민하다가 "어떻게 그리스도인이라 자부하는 자가 영적인 무기는 내려두고 세속적인 것을 취하는 것에 하나님의 말씀이 부합하겠는가?"라고 반문하며 평화주의자인 오비파 쪽으로 가입한 것이 계기가 되었고, 이후에 그곳의 지도자가 되었는데, 그의 추종자들을 그의 이름을 따서 메노나이트라 부르게 되었다. 메노는 신약성서의 가르침에 따라, 폭력에 반대하는 비폭력주의를 주장하였다.
한 번 받은 세례(특히 유아 세례)를 무효라고 주장하는 교리로 로마 가톨릭교회와 개신교 여러 교단에게 이단으로 취급되어 1600년까지 무려 1만여 명의 순교자들이 생겼으며, 1930년에는 나치의 탄압을 피해 후터라이트(재침례파의 일파)공동체인 부르더호프 공동체가 영국으로 건너가기도 했다. 현재는“재침례파가 21세기 개신교가 갈 방향을 제시해주고 있다”라는 평가를 받고 있다.
- 전쟁, 다툼, 폭력을 반대하는 비폭력주의
- 종교와 국가의 분리
- 평등과 사랑의 실천을 통한 제자도(그리스도의 제자로서의 삶)의 실천
- 유아세례 반대
- 거룩한 삶과 형제애의 실천
- 믿음을 통한 구원의 강조

### 퀘이커
퀘이커(Quaker)는 17세기에 등장한 개신교의 한 갈래이다. 친우회(형제들의 단체, Society of Friends)란 뜻을 가지며, 퀘이커라는 이름은 ‘주님 앞에서 떤다’는 조지 폭스의 말에서 유래했다. 1650년대에 영국의 조지 폭스(George Fox)가 제창한 명상 운동으로 시작되었다. 창시자 조지 폭스는 19세에 집을 나와 4년 간의 구도여행을 통해 펜들 힐(Pendle Hill)이라는 산에서 환상을 보며 그리스도의 진리를 깨달았다고 한다. 퀘이커는 영국 정부에 의해 탄압받았으나, 퀘이커 신도 윌리엄 펜이 불하받은 북아메리카 식민지 영토에 도시(現 미국 펜실베이니아)를 세움으로써 종교적 자유를 허용받았다. 국내의 유명한 퀘이커 교도로는 씨알정신으로 유명한 씨알 함석헌 선생이 있다.

## 세계 개신교 성도 수

개신교 신자 수 통계

전 세계 개신교 신자 수는 약 9억 명 정도다.
- 오순절교회 : 2억 8,000만 명[32]
- 성공회 : 1억 2,000만 명[33]
- 침례교회 : 7,500만 명~10,500만 명[34]
- 루터교회 : 6,500만 명~9,000만 명[35]
- 감리교회 : 8,000만 명[36]
  - 아프리카 감독 감리교회 : 500만 명[37]
- 개혁주의 교회 : 5,500만 명~8,000만 명[38]
  - 칼뱅주의
    - 스위스 개혁 교회 : 240만 명
    - 네덜란드 개신 교회 : 230만 명

  - 장로교회
    - 장로교회 (미국) : 180만 명
    - 장로교회 (한국): 500만 명

  - 회중주의교회
    - 그리스도 연합 교회 : 120만 명
- 재세례파 : 350만 명
  - 메노나이트, 아미시, 퀘이커 등.
- 비교파 복음주의 : 4,000만 명
- 복고주의 개신교 : 2,000만 명

## 나라별 개신교

### 한국
1866년 제너럴셔먼호 사건 이후, 여러 차례 외국 선교사들이 선교를 시도했지만 직접적인 선교는 불가능했다. 따라서 만주 지역에 있는 한국인을 중심으로 전도가 이루어졌다. 조선의 개신교는 신앙 공동체 형성 직후부터 성서 번역에 착수하여 1882년 함경도 방언으로 된 <예수성교 누가복음젼셔>를 출판했다. 따라서 한국의 개신교 전래는 선교사가 한국에 들어오기 전부터 시작되었다. 1883년 이수정이 일본에서 야스가와 목사에게서 세례를 받았다. 그는 한글 성경을 번역하기 시작해 1885년에는 〈마가의 전복음셔언해〉을 출판해 냈다. 성서를 한글로 옮긴 실천은 일본에서 체류하고 있던 서구 개신교 선교사들이 한국에서의 선교를 준비하는 데 도움을 주었다. 이수정은 미국에 한국에 선교사를 보낼 것을 요청하였다.
1885년 4월 5일 같은 날 장로교의 호러스 그랜트 언더우드 선교사와 미국 북감리교의 아펜젤러 목사가 한국에 들어오게 된다. 언더우드 선교사는 광혜원을 설립하였고, 아펜젤러 목사는 배재학당(現 배재고등학교, 배재대학교)를 설립하였다. 그 밖에 침례교는 캐나다의 맬콤 팬윅에 의해 전래되었으며,재림교회(또는 안식일교회, 안식교회)는 1904년 이응현, 손흥조가 하와이로 이민 도중 일본 고베에서 신앙을 받아들이고 한국으로 귀국하면서 들어왔다. 1905년 구세군교회도 구세군 사관 허가두 중령에 의해 들어왔다. 한국의 자생 개신교단으로 1935년에 설립된 기독교대한복음교회가 있다. 한국에서는 개신교와 기독교가 같은 뜻으로 쓰이고 있지만, 기독교는 그리스도교를 뜻하므로 개신교만을 뜻하지는 않는다.

#### 평양대부흥
평양대부흥은 1907년에 평양에서 있었던 큰 교회 성장을 일컫는 말이다. 개신교의 세력이 강했던 조선 북쪽 지역의 개신교 신자, 선교사들이 자신들의 잘못을 공개적 고백한 사건에서 시작되었다. 당시 길선주 장로를 비롯, 신자들과 선교사들은 횡령 및 교우들에 대한 교만한 태도 등을 고백하고, 이를 돌려주는 절차 등을 밟았다. 이후로 개신교인의 수가 폭발적으로 증가하는 현상이 일어났다.

#### 일제강점기의 신사참배
1930년대 군국주의가 기승을 부린 일본 제국에서는 한국의 교단들을 통폐합하고 일본과 조선의 소위 미션스쿨과 개신교 교회들에 대해 신사참배를 강요한다. 이때 조선 개신교는 크게 세 가지 반응을 보였다: 적극 참여파 / 무관심한 소극파 / 적극 반대파. 주기철, 최상림처럼 하나님 앞에서 우상숭배를 할 수 없다는 종교적 이유에서 신사참배에 반대한 사람들과, 양주삼처럼 신사참배는 종교 행위가 아니라면서 찬성하는 부류로 나뉘었다. 당시 대다수의 장로교, 감리교는 이에 찬성하여 신사참배에 동참하였다. 하지만, 해방 이후 친일활동을 한 개신교 목사들이 교회에서 처벌받지 않고 오히려 총회장이나 노회장 등의 교단지도자를 역임했기 때문에, 교회사학자들은 친일파 청산을 한국 개신교가 사실상 하지 못했다고 비평한다. 이로 인해 대한예수교장로회에서 고신(고려)파가 분리되었다. 그러나 최근들어 민족적 신사참배에 대한 교회적이고 민족적인 회개운동이 전개 되어, 장로교회에서 주기철 목사를 복권시키는 등의 조치가 취해지고 있다.

#### 광복 이후의 개신교
광복 이후 대한민국에서는 개신교가 크게 성장하였다. 미국에서 발간되는《크리스천 월드(Christian World)》가 1993년에 발표한 세계 대형 교회의 순위를 보면, 세계 10대 대형 교회 안에 한국 교회가 1위와 2위를 포함하여 5개가 포함되어 있으며, 20위 안에는 10개, 그리고 발표된 50위 안에는 23개가 포함되어 있는 것으로 나타난다. 개신교가 한국에 들어온 것이 1885년, 진정한 개신교 선교의 시작 시점이 대한민국 정부 수립 이후라는 점에 비추어 볼 때 대한민국의 개신교는 불과 50여 년 정도 만에 세계 선교의 역사에서 유례를 찾아볼 수 없을 정도로 엄청난 속도의 성장을 했다고 볼 수 있다. 현재 대한민국 인구의 약 20% 정도가 개신교 신자이다. 하지만 성직자 수급 불균형 문제, 대형교회의 목사 장로 등의 지나친 정치참여, 중대형교회들의 교인 독점, 교회의 상업화, 십일조 문제, 세금 문제, 타 종교 배척, 기존 역사에 대한 부정적인 인식, 현실 역사에 대해 제대로 알려고 하지 않는 회피적인 태도, 지나치게 자의적인 성경해석으로 인한 수많은 분파 설립 등이 문제화 되고 있다. 2007년 기준으로 대한민국은 1997년에 비교하여 개신교 신도 수가 1.6% 감소하였으며, 코로나 19 범유행, 오미크론 변이, 이에 관한 방역수칙 위반 등을 계기로 개신교를 혐오하는 사례가 더욱 증가하였다.

### 유럽의 교회
2010년 현재, 유럽의 평균 개신교 출석교인은 3% 정도이고 신복음주의자는 1%도 안되는 나라가 22개국이다. 프랑스는 60년 전에는 전체 인구의 96%가 로마 가톨릭교회 미사에 참석했으나 지금은 6%만이 미사에 참석하며 개신교는 전체 인구의 0.6%만이 예배에 참석한다.

## 같이 보기
- 기독교
- 십자군
- 종교개혁
- 종교개혁가
- 종교개혁가들의 신학
- 여신학
- 복음주의
- 천주교
- 정교회
- 장로교
- 성공회
- 루터교
- 감리교
- 침례교
- 재림교
- 성결교
- 오순절교
- 구세군
- 개혁침례교
- 개혁주의
- 한국의 기독교